# 통영경찰서
통영경찰서(統營警察署, Tongyeoung Police Station)는 경상남도경찰청이 관할하는 경찰서 중 하나이다. 경상남도 통영시 일대를 관할한다. 경상남도 통영시 광도면 죽림3로 53에 위치하고 있다.
서장은 총경으로 보한다.

## 기본 정보
- 주소: 경상남도 통영시 광도면 죽림3로 53
- 우편번호: 650-826

## 관할 파출소 및 지구대
통영경찰서는 2개의 지구대와 5개의 파출소를 산하에 두고 있다.
| 명칭       | 사진 | 주소                    | 관할구역                                                             | 치안센터     |
| ---------- | ---- | ----------------------- | -------------------------------------------------------------------- | ------------ |
| 북신지구대 |      | 무전대로 40             | 북신동, 무전동, 평림동, 정량동, 동호동, 중앙동, 문화동, 태평동       |              |
| 광도지구대 |      | 광도면 죽림3로 23-28    | 광도면, 용남면, 도산면                                               | 도산치안센터 |
| 미수파출소 |      | 운하2길 17              | 항남동, 명정동, 서호동, 도천동, 인평동, 당동, 미수동, 봉평동, 도남동 |              |
| 산양파출소 |      | 산양읍 산양중앙로 1     | 산양읍                                                               |              |
| 욕지파출소 |      | 욕지면 자부포길 25      | 욕지면                                                               |              |
| 한산파출소 |      | 한산면 한산일주로 840-1 | 한산면                                                               |              |
| 사량파출소 |      | 사량면 진촌2길 17       | 진촌면                                                               |              |